# Людвиг Ренн
Людвиг Ренн (нем. Ludwig Renn, настоящее имя Арнольд Фридрих Фит фон Гольсенау (Arnold Friedrich Vieth von Golßenau); 22 апреля 1889, Дрезден — 21 июля 1979, Берлин) — немецкий писатель.
Отец Людвига Ренна был профессором математики и воспитателем при саксонском королевском дворе.
- 1910 г. карьера офицера в 1-м королевском саксонском лейб-гренадерском полку № 100. В Первой мировой войне (1914—1918) Ренн воевал на Западном фронте.
- 1928 г. вступил в Коммунистическую партию Германии, отказался от дворянского титула и сменил имя на Людвиг Ренн.
- 1929—1930 г. путешествие в СССР
- 1932—1935 г. следственный изолятор, «защитное заключение», потом тюрьма
- 1936 г. командир батальона «Эрнст Тельманн» и начальник штаба XI Интернациональной бригады в Гражданской войне в Испании.
- 1940-46 г. эмиграция в Мексику, в 1947 г. возвращение в Германию, поселился в восточной зоне (впоследствии ГДР), вступил в СЕПГ.
- С 1952 г. выступал как писатель, публиковал военно-исторические и политические статьи, путешествия и биографии, а также детские книги.

## Сочинения
- 1928: «Война»,
- 1930: «После Войны»,
- 1944: «Дворянство в падении»,
- 1955: «Испанская война»